# 2e régiment de fusiliers gorkhas du roi Édouard VII
Le 2e Régiment de fusiliers Gurkha du roi Édouard VII (The Sirmoor Rifles) ou 2nd King Edward VII's Own Gurkha Rifles (The Sirmoor Rifles) était un régiment de fusiliers de l'armée indienne britannique avant d'être transféré à l'armée britannique lors de l'indépendance de l'Inde en 1947. Le 4e bataillon a rejoint l'armée indienne en tant que 5e bataillon, 8th Gorkha Rifles où il est encore actif à ce jour (2020). En tant qu'unité de l'armée britannique, le régiment a servi en Malaisie, à Hong Kong et au Brunei jusqu'en 1994, date à laquelle il a fusionné avec les trois autres régiments Gurkha pour former les Royal Gurkha Rifles. C'était le seul régiment Gurkha qui n'avait pas de khukuri sur son insigne de bérêt. Le régiment recrutait des soldats du Népal.

## Formation et campagnes initiales
Le régiment fut levé pour la première fois en 1815 sous le nom de Bataillon Sirmoor. Ce fut la première unité Gurkha au service de la Compagnie des Indes orientales à voir le jour pendant la 3e guerre de Mahratta (en) en 1817. Le régiment, par la suite nommé 8th (Sirmoor) Local Battalion, obtint son premier honneur de bataille à Bhurtpore en 1825. Pendant la première guerre sikh, le régiment a combattu à Bhudaiwal et Sobraon, ainsi qu'à la bataille d'Aliwal. Le personnel avait alors un étendard dont le mat fut brisés par les tirs de canons. L'étendard avait été capturé par les Sikhs, mais il fut récupéré par un petit groupe de Gurkhas dirigé par un Havildar qui se frayé un chemin au milieu des lignes ennemies. 
Pendant la mutinerie indienne, le bataillon Sirmoor était l'un des régiments indiens restés fidèles à la Grande-Bretagne. C'est au cours de cette période que le régiment participa à la défense du palais de Hindu Rao, près de Delhi. Pour sa participation à cette action, le bataillon Sirmoor a reçu le sceptre royal, qui remplaça l'étendard qu'ils avaient dû abandonner lorsque le régiment est devenu un régiment de fusiliers en 1858,. Avec la décision de numéroter les régiments Gurkha en 1861, les fusiliers Sirmoor devinrent le 2e régiment Gurkha. En 1876, le lien avec la royauté fut renforcé lorsque le Prince de Galle Edouard VII lui donne son patronage. Le régiment devint alors le 2nd (Prince of Wales's Own) Gúrkha Regiment (the Sirmoor Rifles).

## Première Guerre mondiale
Pendant la Première Guerre mondiale, les 2nd Gurkhas (alors appelés 2nd King Edward's Own Gurkha Rifles), ainsi que les autres régiments de la Brigade Gurkha servir d'abord en Flandre. En 1915, le 2e Bataillon s'installe en Égypte, avant de retourner en Inde en 1916. Le 1er Bataillon fut envoyé en Perse et en Mésopotamie en 1916, aidant à la chute de Bagdad. En 1919, il fut affecté à la Norperforce en Iran.

## Seconde Guerre mondiale
La Seconde Guerre mondiale vit le 2nd Gurkhas servir sur de nombreux théâtres différents. Le 1er bataillon était initialement à Chypre avant de se rendre en Afrique du Nord dans le cadre de la 7e brigade d'infanterie indienne (en), 4e division indienne, avec laquelle il combattit à El Alamein. Après cela, il participa à la campagne d'Italie, en participant à la bataille de Monte Cassino. Pendant ce temps, le 2e Bataillon passa une grande partie de la guerre en tant que prisonniers des Japonais après avoir été capturé en Malaisie. Le 3e Bataillon (levé pendant la guerre) a pris part aux opérations Chindit en Birmanie en 1943.

## Indépendance de l'Inde
En 1947, dans le cadre de l'indépendance de l'Inde, il fut convenu que les régiments de Gurkha seraient répartis entre les armées britannique et indienne - l'armée britannique prendrait quatre régiments (les 2e, 6e, 7e et 10e), tandis que l'armée indienne conserverait le reste. 

### 5eBataillon
Alors que le 2nd Gurkhas est devenu l'un des quatre régiments Gurkha à être transféré à l'armée britannique, le 4e bataillon du régiment fut lui transféré à l'armée indienne sous le nom de 5e Bataillon, 8e Gurkha Rifles (Sirmoor Rifles), où il existe encore à ce jour. Le premier commandant indien de ce bataillon, le lieutenant-colonel (devenu brigadier) Nisi Kanta Chatterji, demanda à l'état-major des armées de conserver pour le bataillon, le titre de "Fusiliers Sirmoor", ce qui fut accepté. Ce bataillon fut engagé lors de la guerre indo-pakistanaise de 1965 (dans le cadre de la 3e brigade blindée (indépendante), 28 et 191 brigades d'infanterie) où il a stoppé l'avancée des troupes pakistanaises à Akhnur lors de la bataille de la crête de Fatwal. Lors de la guerre de 1971 contre le Pakistan, le bataillon faisant désormais partie de la 68e Brigade de Montagne, unité de réserve, fut de nouveau engagé pour la défense de Chamb-Akhnur. Il lança cinq contre-attaques réussies et reprit le pont sur la rivière Tawi. Une réplique du pont existe encore sous forme de trophée dans le mess des officiers. 
Il a également combattu dans le nord-est de l'Inde contre les insurgés Naga et dans le district de Doda au Jammu-et-Cachemire. Il s'y est distingué en tuant le Commandant suprême du Hezbul Moudjahidin, le principal groupe d'insurgés du Cachemire. Il a reçu une citation du commandants de l'armée du Nord en 1998. Il fut aussi déployé en Sierra Leone dans le cadre de la MINUSIL et s'est illustré dans l'opération Khukri au cours de laquelle les rebelles du Front révolutionnaire uni ont été définitivement battus.

## Après l'indépendance de l'Inde
À la suite de l'indépendance, le 2nd Gurkhas passa plusieurs années en Extrême-Orient, initialement en Malaisie pendant l'insurrection communiste de 1948 à 1960. Par la suite, les deux bataillons du régiment alternèrent entre la Malaisie, Bornéo, Brunei et Hong Kong, avant de venir en garnison à Church Crookham dans le Hampshire. En 1992, alors qu'ils servaient à Hong Kong, les 1er et 2e bataillons fusionnèrent pour former un seul 1er bataillon. Cela fut suivi, en 1994 par la fusion du régiment avec le 6e Queen Elizabeth's Own Gurkha Rifles pour former le 1er Bataillon, Royal Gurkha Rifles. 

## Honneurs de bataille
Le régiment a reçu les honneurs de bataille suivants : 
- Bhurtpore, Aliwal, Sobraon, Delhi 1857, Kaboul 1879, Kandahar 1880, Afghanistan 1878-1880, expédition Chin-Lushai 1889-90, Tirah, Frontière du Punjab
- Première Guerre mondiale: La Bassée 1914, Festubert 1914 '15, Givenchy 1914, Neuve Chapelle, Aubers, Loos, France et Flandre 1914–15, Égypte 1915, Tigre 1916, Kut al Amara 1917, Bagdad, Mésopotamie 1916–18, Perse 1918, Baloutchistan 1918
- Afghanistan 1919
- La Seconde Guerre mondiale: El Alamein, Mareth, Akarit, Djebel el Meida, Enfidaville, Tunis, Afrique du Nord 1942–43, Cassino I, Monastery Hill, Pian di Maggio, Gothic Line, Coriano, Poggio San Giovanni, Monte Reggiano, Italie 1944 –45, Grèce 1944–45, North Malaya, Jitra, Central Malaya, Kampar, Slim River, Johore, Singapore Island, Malaya 1941–42, North Arakan, Irrawaddy, Magwe, Sittang 1945, Point 1433, Arakan Beaches, Myebon, Tanbingon, Tamandu, Chindits 1943, Birmanie 1943–45[3],[12].

## Croix de Victoria
- Major Donald MacIntyre (Bengal Staff Corps attaché au régiment) - 4 janvier 1872, Lalgnoora, Inde.
- Subedar Lalbahadur Thapa - 6 avril 1943, Tunisie.
- Carabinier Bhanbhagta Gurung - 5 mars 1945, Birmanie[13].

## Colonels en chef
- 1904–: FM King Edward VII
- 1910–: FM King George V
- 1977–: lieutenant-général. Prince Charles, Prince de Galles, KG, KT, GCB, AK, QSO, ADC

## Colonels régimentaires
Les colonels du régiment furent: 
- 1946-1956: lieutenant-général. Sir Francis Ivan Simms Tuker, KCIE, CB, DSO, OBE, FRGS, FRSA
- 1956-1969: Gén. De division. Lewis Henry Owain Pugh, CB, CBE, DSO
- 1969-1976: Brig. Simon Patrick Martin Kent, CBE
- 1976-1986: FM Edwin Noel Westby Bramall, Le Baron Bramall, KG, GCB, OBE, MC, KStJ
- 1986–1994: FM Sir John Lyon Chapple, KCB, CBE
- 1994: Le régiment fusionne avec les 6e Régiment de fusiliers Gurkhas de la Reine Elizabeth, le 7e Régiment de fusiliers Gurkha du Duc d'Edimbourg et le 10e Régiment de fusiliers Gurkha de la Princesse Mary pour former les fusils Royal Gurkha

## Uniforme
Après une brève période de port de leurs propres vêtements indigènes, le bataillon Sirmoor adopta des vestes vertes à parements rouges. Celles-ci étaient portées avec un pantalon bleu ample et un bonnet comme coiffe. En 1828, des parements noirs, des équipements en cuir noir, des pantalons blancs et des sandales furent livrés en dotation. plusieurs changements suivirent et la casquette ronde Kilmarnock avec l'insigne à dés rouges et noirs apparue en 1848. Alors que le Kilmarnock devait devenir commun à tous les régiments Gurkha, la garniture rouge devait rester une caractéristique distinctive des 2nd Gurkha Rifles. En 1858, les liens forgés pendant le siège de Delhi avec le 60th Rifles ont conduit à l'adoption par le régiment des couleurs du Corps royal des fusiliers du Roi. Reconnu officiellement comme régiment de fusiliers depuis 1850, le 2nd Gurkhas Rifles changea plusieurs fois d'appellation. Il porta néanmoins tout le temps la tenue traditionnelle des Gurkha avec la tenue d'hiver des fusiliers. Un pompon rouge resta toutefois la marque de distinction du 2nd Gurkha Rifles. En 1883, une tenue kaki (initialement bleu / gris) pour temps chaud fut adoptée. Le chapeau à large bord a été porté avec une tenue de service kaki à partir de 1902 et fut conservé comme tenue de service normal entre les deux guerres mondiales. Après la Première Guerre mondiale, le vert historique était limité à quelques tenues particulières tels que les uniformes de mess des officiers et la tenue de travail des préposés aux mess. Pendant la Seconde Guerre mondiale, des patchs rouges et noirs furent portés sur les chapeaux de  jungle.

## Voir également
- Liste des récipiendaires de la Croix de Victoria de la Brigade des Gurkhas

## Remarques